# Сумрак (филм из 2008)
Сумрак (енгл. Twilight) амерички је љубавни и фантастични филм из 2008. године у режији Кетрин Хардвик. Темељи се на истоименом роману Стефени Мајер. Главне улоге глуме Кристен Стјуарт, Роберт Патинсон и Тејлор Лаутнер. Први је део филмског серијала Сумрак сага. Прати развој односа између Беле Свон (тинејџерке) и Едварда Калена (вампира), а касније и покушај Едварда и његове породице да заштите Белу од ковена злих вампира.
Пројекат је био у развоју око три године за Paramount Pictures, док се екранизација значајно разликовала од романа. Summit Entertainment стекао је права на роман након три године стагнирања пројекта. Мелиса Розенберг написала је нову адаптацију убрзо након штрајка Удружења сценариста Америке, а настојала је да буде верна радњи романа. Снимање је трајало 44 дана и завршено је 2. маја 2008. године; филм је углавном сниман у Орегону.
Премијерно је приказан 17. новембра 2008. године у Лос Анђелесу. Зарадио је преко 407 милиона долара широм света, упркос помешаним критикама. Након успеха, следеће године је започета продукција филмова по наредна два романа у серијалу, Млад месец и Помрачење.

## Радња
Бела Свон, седамнаестогодишња аутсајдерка, напушта Финикс и сели се у Форкс, мали град савезне државе Вашингтон, да живи са својим оцем, Чарлијем, начелником локалне полиције. Њена мајка, Рене, удата је за Фила, бејзбол играча мање лиге, чија каријера често држи пар на путу.
Бела се поново среће са Џејкобом Блеком, индијанским тинејџером који живи са својим оцем, Билијем, у индијском резервату Квилет у близини Форкса. Она проналази пријатеље у новој средњој школи, али мистериозну и удаљену браћу и сестре Кален сматра посебно интригантнима. Првог дана седне поред Едварда Калена на часу биологије, али се чини да га она одбија. Након седмице одсуства из школе, Едвард се враћа и нормално се дружи Белом. Неколико дана касније, Белу је замало ударио комби школском паркингу. Едвард невероватном брзином претрчи велику удаљеност, постављајући се између Беле и комбија и заустављајући га руком. Након тога одбија да објасни своје поступке Бели и упозорава је да се не дружи с њим. Џејкоб говори Бели о дугогодишњем непријатељству између Каленових и Квилета, а говори да Каленовима није допуштен улазак у резерват.
Након много истраживања, Бела закључује да Едвард има мистериозне моћи које подсећају на вампирске. Он то касније и потврђује, али каже да он и остали Каленови конзумирају само животињску крв. Заљубљују се једно у друго, а Едвард упознаје Белу са својом вампирском породицом. Карлајл Кален, породични патријарх, ради као лекар у локалној болници. Есме је Карлајлова супруга и породични матријарх. Алис, Џаспер, Емет и Розали су њихова неформално усвојена деца. Чланови породице различито реагују на Белу, забринути да би породична тајна могла бити откривена.
Однос Едварда и Беле је угрожен када три номадска вампира — Џејмс, Викторија и Лоран — дођу у подручје Форкса. Они су одговорни за низ смртних случајева који се истражују као напади животиња. Џејмс, вампир-трагач са невероватним ловачким инстинктом, узбуђен је због Белиног мириса и постаје опседнут ловом на њу ради спорта. Едвард и остали Каленови штите Белу, али Џејмс је прати до Финикса, где се она крије с Џаспером и Алис. Џејмс намами Белу у замку у старом балетском студију. Напада је и инфицира вампирским отровом. Едвард долази, а након жестоке битке успе да порази Џејмса. Алис, Емет и Џаспер убијају Џејмса, тако што му одрубе главу а затим и спале, док Едвард уклања отров из Белиног зглоба, спречавајући да постане вампир. Након тога, Бела је претрпела прелом ноге и налази се у болници. По повратку у Форкс, Едвард и Бела су пар на матури у средњој школи, где он одбија њен захтев да је претвори у вампира. Нису свесни да их Џејмсова партнерка, Викторија, потајно посматра, смишљајући освету због смрти свог љубавника.

## Улоге
- Кристен Стјуарт као Бела Свон
- Роберт Патинсон као Едвард Кален
- Питер Фачинели као Карлајл Кален
- Елизабет Ризер као Есме Кален
- Ешли Грин као Алис Кален
- Келан Лац као Емет Кален
- Ники Рид као Розали Хејл
- Џексон Ратбон као Џаспер Хејл
- Били Берк као Чарли Свон
- Кам Жиганде као Џејмс Витердејл
- Рашел Лефевр као Викторија Садерланд
- Еди Гатеги као Лоран да Ревин
- Сара Кларк као Рене Двајер
- Тејлор Лаутнер као Џејкоб Блек
- Кристијан Сератос као Анџела Вебер
- Мајкл Велч као Мајк Њутон
- Ана Кендрик као Џесика Стенли
- Џастин Чон као Ерик Јорки
- Соломон Тримбл као Сем Јули
- Крис Хајат као Ембри Кол
- Гил Бермингам као Били Блек
- Мет Бушел као Фил Двајер
- Хосе Зуњига као господин Молина
- Нед Белами као Вејлон Форџ
- Ајана Беркшир као Кора
- Кејти Пауерс као конобарица
- Триш Еган као госпођа Коуп

## Награде и номинације
| Награда                                               | Категорија                                 | Номиновани                        | Резултат   |
| ----------------------------------------------------- | ------------------------------------------ | --------------------------------- | ---------- |
| Награда Браво                                         | Најбољи пробој                             | Роберт Патинсон                   | Освојено   |
| Међународна асоцијација филмских и музичких критичара | Најбоља оригинална песма из хорора/трилера | Картер Бервел                     | Номинација |
| МТВ филмске награде                                   | Најбољи филм                               | Самит ентертејнмент               | Освојено   |
| МТВ филмске награде                                   | Најбољи женски перформанс                  | Кристен Стјуарт                   | Освојено   |
| МТВ филмске награде                                   | Мушки пробој                               | Роберт Патинсон                   | Освојено   |
| МТВ филмске награде                                   | Мушки пробој                               | Тејлор Лаутнер                    | Номинација |
| МТВ филмске награде                                   | Најбољи пољубац                            | Кристен Стјуарт и Роберт Патинсон | Освојено   |
| МТВ филмске награде                                   | Најбоља борба                              | Роберт Патинсон и Кам Џиганде     | Освојено   |
| МТВ филмске награде                                   | Најбоља песма из филма                     | "Decode" од Парамора                    | Номинација |
| Награда Сатурн                                        | Најбољи фантастични филм                   | Самит ентертејнмент               | Номинација |
| Награда младих уметника                               | Најбоља млада споредна глумица             | Кристијан Сератос                 | Освојено   |
| Награде по избору тинејџера                           | Најбољи филм: Драма                        | Сумрак                            | Освојено   |
| Награде по избору тинејџера                           | Најбољи филм: Романтика                    | Сумрак                            | Освојено   |
| Награде по избору тинејџера                           | Филмски глумац: Драма                      | Роберт Патинсон                   | Освојено   |
| Награде по избору тинејџера                           | Филмска глумица: Драма                     | Кристен Стјуарт                   | Освојено   |
| Награде по избору тинејџера                           | Филмски негативац                          | Кам Џиганде                       | Освојено   |
| Награде по избору тинејџера                           | Ново женско филмско лице                   | Ники Рид                          | Номинација |
| Награде по избору тинејџера                           | Ново женско филмско лице                   | Ешли Грин                         | Освојено   |
| Награде по избору тинејџера                           | Филмска борба                              | Роберт Патинсон и Кам Џиганде     | Освојено   |
| Награде по избору тинејџера                           | Ново мушко филмско лице                    | Тејлор Лаутнер                    | Освојено   |
| Награде по избору тинејџера                           | Филмски пољубац                            | Кристен Стјуарт и Роберт Патинсон | Освојено   |
| Награде по избору тинејџера                           | Најбоља музика                             | Сумрак                            | Освојено   |
| Награде Врисак                                        | Најбољи врисак                             | Сумрак                            | Номинација |
| Награде Врисак                                        | Најбољи фантастични филм                   | Сумрак                            | Номинација |
| Награде Врисак                                        | Најбоља глумица из фантастичног филма      | Кристен Стјуарт                   | Номинација |
| Награде Врисак                                        | Најбољи глумац из фантастичног филма       | Роберт Патинсон                   | Номинација |
| Награде Врисак                                        | Најбоља споредна глумица                   | Ешли Грин                         | Номинација |
| Награде Врисак                                        | Најбољи пробој                             | Тејлор Лаутнер                    | Номинација |
| Награде Врисак                                        | Најбољи пробој                             | Роберт Патинсон                   | Номинација |
| Награде Врисак                                        | Најбоља глумачка постава                   | Сумрак                            | Номинација |
| Награде Врисак                                        | Филмска песма године                       | "                                 | Номинација |
| Награде Врисак                                        | Најбољи негативац                          | Кам Џиганде                       | Номинација |

## Наставак
је у фебруару 2008. године известио да Summit Entertainment планира да произведе серију с најмање три филм по романима Мајерове. Студио је до октобра 2008. стекао права на Млад месец, други роман у серији, потврдивши план о снимању филма. Пошто је Кетрин Хардвик желела више времена за припреме наставка него што је то студио могао да пружи, у септембру 2008. изабран је Крис Вајц да режира филм.